# Spinosatibiapalpus spinulopalpus
Espèce
Synonymes
- Pseudhapalopus spinulopalpus Schmidt & Weinmann, 1997

Spinosatibiapalpus spinulopalpus est une espèce d'araignées mygalomorphes de la famille des Theraphosidae.

## Distribution
Cette espèce est endémique du département de Boyacá en Colombie,. Elle se rencontre vers Boavita.

## Description
Le mâle holotype mesure 35 mm et la femelle paratype 46 mm.
Le mâle décrit par Gabriel et Sherwood en 2020 mesure 39,9 mm et la femelle 55,3 mm.

## Systématique et taxinomie
Cette espèce a été décrite sous le protonyme Pseudhapalopus spinulopalpus par Schmidt et Weinmann en 1997. Elle est placée dans le genre Spinosatibiapalpus par Gabriel et Sherwood en 2020.

## Publication originale
- Schmidt & Weinmann, 1997 : « Eine neue Pseudhapalopus-Art aus Kolumbien (Arachnida: Araneae: Theraphosidae: Theraphosinae). » Entomologische Zeitschrift, vol. 107, p. 69-72.